# 活気
| ウィキペディアには「活気」という見出しの百科事典記事はありません（タイトルに「活気」を含むページの一覧/「活気」で始まるページの一覧）。 代わりにウィクショナリーのページ「活気」が役に立つかもしれません。 |